# The Day the Women Took Over or I Was a Teenage Neo-Impressionist
|  | Denne artikel er oprettet af botten PalnaBot ud fra en ekstern database. Den kan derfor have sproglige fejl eller mangler. Denne skabelon kan fjernes efter kontrol af indholdet. |

The Day the Women Took Over or I Was a Teenage Neo-Impressionist er en kortfilm instrueret af Mads Larsen Nielsen, Peter Ørskov Madsen efter manuskript af Mads Larsen Nielsen, Peter Ørskov Madsen.